# Nieppe
Nieppe település Franciaországban, Nord megyében. Lakosainak száma 7685 fő (2022. január 1.). Nieppe Nieuwkerke, Steenwerck, Armentières, Bailleul és Erquinghem-Lys községekkel határos.

## Népesség
A település népességének változása:
| Lakosok száma | 7407 | 7423 | 7532 | 7476 | 7479 | 7512 | 7528 | 7606 | 7685 |
|               | 2013 | 2015 | 2016 | 2017 | 2018 | 2019 | 2020 | 2021 | 2022 |